# ناوغاتوك (كونيتيكت)
ناوغاتوك (بالإنجليزية: Naugatuck, Connecticut)‏ هي بلدة أمريكية تقع في الولايات المتحدة في كونيتيكت. يقدر عدد سكانها بـ 31,876 نسمة ومساحتها 42.7 كم2 وترتفع عن سطح البحر 63 متر.

## التركيبة السكانية
حدّد مكتب تعداد الولايات المتحدة بيانات التركيبة السكانية لناوغاتوك في تعداد الولايات المتحدة. في ما يلي، التركيبة السكانية حسب تعدادي 2000 و2010.

### تعداد عام 2000
بلغ عدد سكان ناوغاتوك 30,989 نسمة بحسب تعداد عام 2000، وبلغ عدد الأسر 11,829 أسرة وعدد العائلات 8,297 عائلة مقيمة في المنطقة السكنية. في حين سجلت الكثافة السكانية 729.8 نسمة لكل كيلومتر مربع (1,890.2/ميل2). وبلغ عدد الوحدات السكنية 12,341 وحدة بمتوسط كثافة قدره 290.7 لكل كيلومتر مربع (752.9/ميل2).
وتوزع التركيب العرقي للمنطقة السكنية بنسبة 91.76% من البيض و2.85% من الأمريكيين الأفارقة و0.26% من الأمريكيين الأصليين و1.68% من الأمريكيين ذوي الأصول الآسيوية و0.02% من سكان جزر المحيط الهادئ و1.58% من الأعراق الأخرى و1.85% من عرقين مختلطين أو أكثر و4.47% من الهسبانيون أو اللاتينيون من أي عرق.
بلغ عدد الأسر 11,829 أسرة كانت نسبة 38.6% منها لديها أطفال تحت سن الثامنة عشر تعيش معهم، وبلغت نسبة الأزواج القاطنين مع بعضهم البعض 53.3% من أصل المجموع الكلي للأسر، ونسبة 12.8% من الأسر كان لديها معيلات من الإناث دون وجود شريك، بينما كانت نسبة 4% من الأسر لديها معيلون من الذكور دون وجود شريكة وكانت نسبة 29.9% من غير العائلات. تألفت نسبة 24.9% من أصل جميع الأسر من عدة أفراد يعيشون في نفس المنزل ونسبة 9.6% كانت تتألف من شخص يعيش بمفرده يبلغ من العمر 65 عاماً أو أكثر. وبلغ متوسط حجم الأسرة المعيشية 2.60، أما متوسط حجم العائلات فبلغ 3.13.
بلغ العمر الوسطي للسكان 35.5 عاماً. وكانت نسبة 26.9% من القاطنين تحت سن الثامنة عشر، وكانت نسبة 7.3% بين الثامنة عشر والرابعة والعشرين عاماً، ونسبة 33.1% كانت واقعةً في الفئة العمرية ما بين الخامسة والعشرين والرابعة والأربعين عاماً، ونسبة 21% كانت ما بين الخامسة والأربعين والرابعة والستين، ونسبة 11.1% كانت ضمن فئة الخامسة والستين عاماً فما فوق. يوجد لكل 100 أنثى 95.3 ذكر، ويوجد لكل 100 أنثى في الثامنة عشر من عمرها فما فوق 91.3 ذكر.
بلغ متوسط دخل الأسرة في المنطقة السكنية 51,247 دولارًا، أما متوسط دخل العائلة فبلغ 59,216 دولارًا. وكان متوسط دخل الذكور 42,103 دولارًا مقابل 29,971 دولارًا للإناث. وسجل دخل الفرد الخاص بالمنطقة السكنية 22,757 دولارًا. وكانت نسبة 4.9% من العائلات ونسبة 6.4% من السكان تحت خط الفقر، وكان من هؤلاء نسبة 10.2% تحت سن الثامنة عشر ونسبة 6% في الخامسة والستين من العمر وما فوق.

### تعداد عام 2010
بلغ عدد سكان ناوغاتوك 31,862 نسمة بحسب تعداد عام 2010، وبلغ عدد الأسر 12,339 أسرة وعدد العائلات 8,486 عائلة مقيمة في المنطقة السكنية. في حين سجلت الكثافة السكانية 750.4 نسمة لكل كيلومتر مربع (1,943.5/ميل2). وبلغ عدد الوحدات السكنية 13,061 وحدة بمتوسط كثافة قدره 307.6 لكل كيلومتر مربع (796.7/ميل2).
وتوزع التركيب العرقي للمنطقة السكنية بنسبة 86.94% من البيض و4.94% من الأمريكيين الأفارقة و0.19% من الأمريكيين الأصليين و3.04% من الأمريكيين ذوي الأصول الآسيوية و0.01% من سكان جزر المحيط الهادئ و2.53% من الأعراق الأخرى و2.34% من عرقين مختلطين أو أكثر و9.19% من الهسبانيون أو اللاتينيون من أي عرق.
بلغ عدد الأسر 12,339 أسرة كانت نسبة 34.3% منها لديها أطفال تحت سن الثامنة عشر تعيش معهم، وبلغت نسبة الأزواج القاطنين مع بعضهم البعض 50% من أصل المجموع الكلي للأسر، ونسبة 13.5% من الأسر كان لديها معيلات من الإناث دون وجود شريك، بينما كانت نسبة 5.3% من الأسر لديها معيلون من الذكور دون وجود شريكة وكانت نسبة 31.2% من غير العائلات. تألفت نسبة 25.4% من أصل جميع الأسر من عدة أفراد يعيشون في نفس المنزل ونسبة 9% كانت تتألف من شخص يعيش بمفرده يبلغ من العمر 65 عاماً أو أكثر. وبلغ متوسط حجم الأسرة المعيشية 2.56، أما متوسط حجم العائلات فبلغ 3.08.
بلغ العمر الوسطي للسكان 38.2 عاماً. وكانت نسبة 23.2% من القاطنين تحت سن الثامنة عشر، وكانت نسبة 8.6% بين الثامنة عشر والرابعة والعشرين عاماً، ونسبة 28.4% كانت واقعةً في الفئة العمرية ما بين الخامسة والعشرين والرابعة والأربعين عاماً، ونسبة 27.9% كانت ما بين الخامسة والأربعين والرابعة والستين، ونسبة 11.9% كانت ضمن فئة الخامسة والستين عاماً فما فوق. وتوزع التركيب الجنسي للسكان بنسبة 49% ذكور و51% إناث.

## أعلام
- جوزيف إي. تالبوت
- دوك إيسون
- بيلي بيرك
- ويليام كينيدي
- وليم فولتن